# Vasurimala
Vasurimala ou Vasoorimala é uma divindade feminina adorada em muitas partes da região de Kerala e Kodagu, em Karnataka. Ela é adorada como Upa Devata (subdivindade) nos templos de Bhadrakali ou Shiva. Acredita-se que Vasoorimala seja uma divindade que previne doenças contagiosas como varíola, varicela e sarampo. No norte de Kerala, Vasoorimala é adorada e apresentada como Vasoorimala Theyyam. De acordo com os mitos, Manodari, esposa de um asura chamado Darikan, foi mais tarde nomeada como Vasoorimala.

## Etimologia
Vasoori é a palavra em malaiala para a doença varíola.Vasoorimala significa literalmente uma cadeia de pústulas de varíola.

## Contexto
Nos tempos antigos, acreditava-se que as doenças eram causadas pela ira de Deus. Portanto, eles adoravam deuses que semeavam doenças e deuses que curavam. Acredita-se que Vasoorimala seja a divindade das doenças transmissíveis como varíola, varicela, sarampo, etc. Vasoorimala é adorado como uma subdivindade nos templos de Kerala, incluindo o Templo Kodungallur Bhagavathy, o Templo Valiyakulangara Devi, Mahadevikad, Sri Porkili Kavu e o Templo Vasoorimala Devi, Mavelikara.

## Mito

### Esposa de Darikan
A história de Bhadrakali é muito proeminente na mitologia indiana, e a deusa Bhadrakali é adorada em toda a Índia. De acordo com o Markandeya Purana, havia um asura chamado Darikan (também escrito como Darukan) e a deusa Bhadrakali apareceu do terceiro olho do Senhor Shiva e o matou em uma batalha.
A história de Vasoorimala do folclore de Kerala é mencionada no Aithihyamala escrita por Kottarathil Sankunni. Durante a guerra entre Bhadrakali e Darikan, quando era quase certo que Darikan morreria na batalha com Bhadrakali, Manodari, esposa de Darikan, abordou Kailasa e começou intensa penitência para agradar ao Senhor Shiva. Satisfeito com sua adoração, Shiva enxugou o suor de seu corpo e deu a ela e abençoou-a e disse que se ela borrifasse nos corpos das pessoas, elas lhe dariam tudo o que ela precisava. Manodari viu Bhadrakali, que venceu a batalha, vindo com a cabeça do marido. Com raiva, ela borrifou aquela água suada no corpo de Bhadrakali e, como resultado, a varíola apareceu no corpo de Bhadrakali. Bhadrakali perfurou os olhos de Manodari, chamou-a de Vasoorimala e fez dela sua companheira.

### Outros
Outro mito diz que Vasoorimala surgiu da consciência de Shiva quando o Senhor Shiva contraiu varíola. Vasoorimala também pode ser vista como uma seguidora de Kurumba (Bhadrakali) no assassinato de Darika.

## Vasoorimala Theyyam

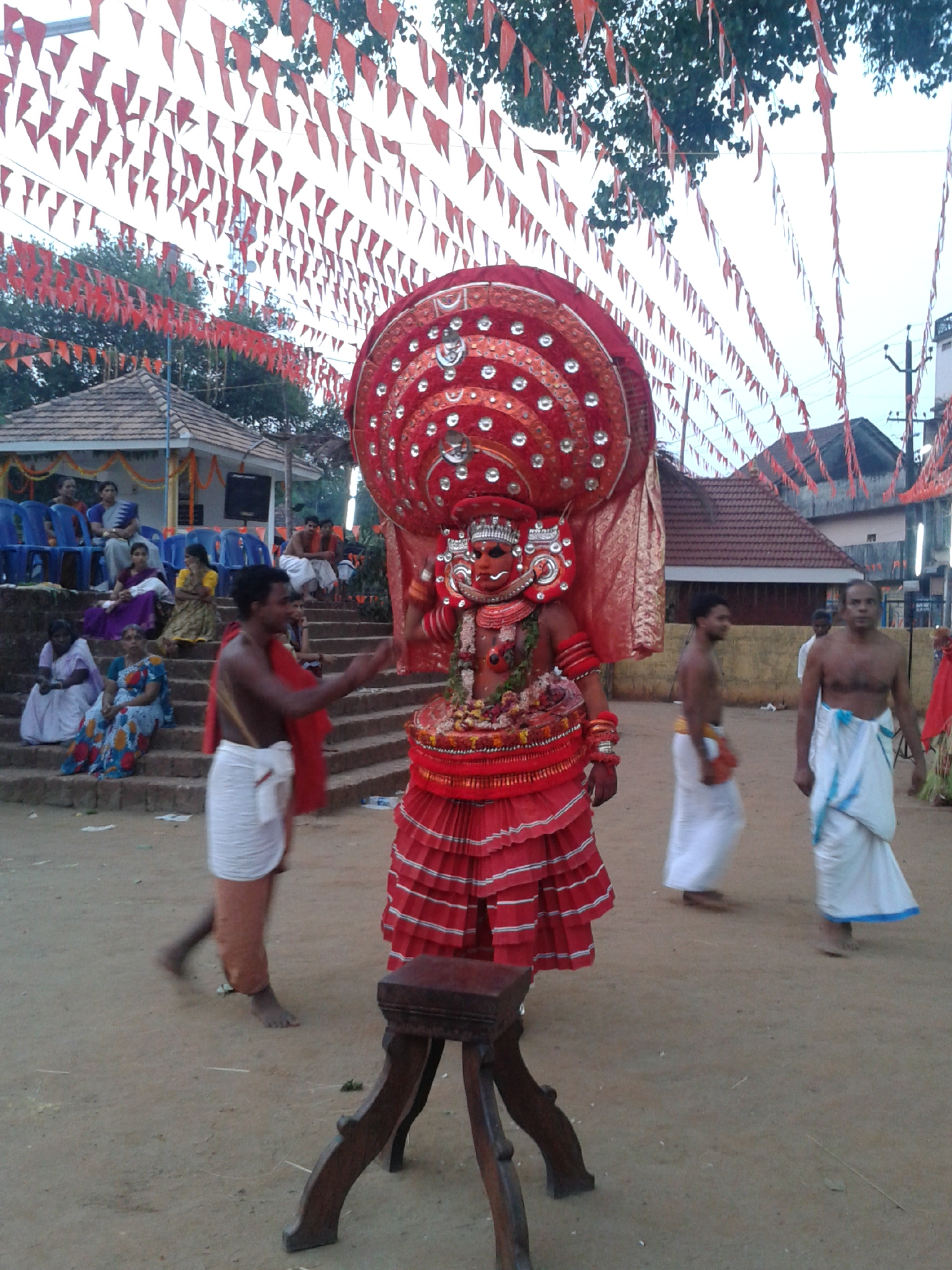
Vasoorimala Theyyam

Vasoorimala Theyyam é um theyyam realizado em templos no norte de Kerala. Quando a epidemia de varíola eclodiu, acredita-se que as pessoas começaram a adorar a varíola na forma de theyyam para se livrarem da doença. Agora este theyyam está sendo realizado para a cura de doenças.